# Vlad Chadarin
Vladislav Aleksejevitsj (Vlad) Chadarin (Novosibirsk, 22 februari 1998) is een Russische snowboarder. Hij nam onder olympische vlag deel aan de Olympische Winterspelen 2018 in Pyeongchang.

## Carrière
Bij zijn wereldbekerdebuut, op 7 januari 2017 in Moskou, boekte Chadarin direct zijn eerste wereldbekerzege. Op de FIS wereldkampioenschappen snowboarden 2017 in de Spaanse Sierra Nevada eindigde de Rus als zestiende op het onderdeel slopestyle en als zeventiende op het onderdeel big air. Tijdens de Olympische Winterspelen van 2018 in Pyeongchang eindigde hij als negentiende op het onderdeel slopestyle en als twintigste op het onderdeel big air.
In Park City nam Chadarin deel aan de FIS wereldkampioenschappen snowboarden 2019. Op dit toernooi eindigde hij als twintigste op het onderdeel slopestyle.

## Resultaten

### Olympische Winterspelen
| Jaar | Plaats      | Resultaten                 |
| ---- | ----------- | -------------------------- |
| 2018 | Pyeongchang | 20e Big air 19e Slopestyle |

### Wereldkampioenschappen
| Jaar | Plaats        | Resultaten                 |
| ---- | ------------- | -------------------------- |
| 2017 | Sierra Nevada | 17e Big air 16e Slopestyle |
| 2019 | Park City     | 20e Slopestyle             |

### Wereldbeker
Eindklasseringen
| Seizoen   | Algm | SBS | BA  |
| --------- | ---- | --- | --- |
| 2016/2017 | 31e  | 47e | 15e |
| 2017/2018 | 82e  | –   | 37e |
| 2018/2019 | 45e  | 20e | 55e |

Wereldbekerzeges
| Datum           | Plaats     | Onderdeel  |
| --------------- | ---------- | ---------- |
| 7 januari 2017  | Moskou     | Big air    |
| 23 januari 2020 | Seiser Alm | Slopestyle |